# Proračunski izdatak
Proračunski izdatak ili financijski izdatak jest transfer novca i/ili imovine dodijeljenih nekoj ustanovi. Ukupna vrijednost ustanovskih investicija često se naziva ustanovskim izdatkom, a obično je organiziran kao javna karitativnost, privatna zaklada ili trust.
Ustanove koje obično upravljaju izdacima jesu akademske ustanove (npr. fakulteti, sveučilišta, privatne škole), kulturne ustanove (npr. muzeji, knjižnice, kazališta), zdravstvene ustanove (npr. bolnice) i religijske ustanove.
Izdatak može biti isporučen s naznakom o svrhi za koju mora biti uporabljen. U nekim okolnostima može se zahtijevati da se izdatak potroši na određen način ili da se alternativno investira tako da glavnica ostane netaknuta vječno ili tijekom određena razdoblja. Time se omogućava da donacija ima učinak tijekom duljeg razdoblja nego što bi to bilo kada bi se ona odjednom potrošila.